# Apollodoros fra Athen
Apollodoros fra Athen (optræder omkring 150 f.Kr. – 140 f.Kr.) er betegnelsen for en eller muligvis to græske forfattere også kaldet Grammatikeren Apollodoros fra Athen. De væsentligste værker, der kun er overleveret i fragmenter eller er citeret og henvist til i andre værker, er en gudeskildring (se i øvrigt Hesiods Theogonien), en historisk krønike, der dækkede tiden fra Trojas fald og frem til Apollodoross egen tid, et homerisk skibskatalog og forskellige grammatiske værker. I fragmenterne fremstår Apollodoros som en kritisk og rationalistisk forfatter.
Der findes desuden en mytografi ved navn Bibliotheke I, II og III, der traditionelt tilskrives Apollodoros, men som i stil mangler den kritiske indfaldsvinkel som er fremtrædende i de øvrige værker. Dette værk, der er en af de væsentligste kilder til den græske mytologi, bliver derfor ofte i nyere forskning regnet for et værk af en anden forfatter.